# Comitas kirai
Comitas kirai é uma espécie de gastrópode do gênero Comitas, pertencente a família Pseudomelatomidae.